# Han Hong-soon
Han Hong-soon es un diplomático surcoreano.
Han Hong-soon está casado y tiene tres hijos.
En 1965 fue licenciado en Economía de la Universidad Nacional en Seúl, en 1971 se especializó en Ciencias Sociales (Economía) en la Pontificia Universidad Gregoriana en Roma.
Es doctor honoris causa en Derecho por la Universidad Católica Fu Jen en Taiwán.
De 1972 a 2008 era Profesor de Economía en la Universidad de Hankuk de Estudios Extranjeros (HUFS) en Seúl.
De 1984 a 2010 fue miembro del Consejo Pontificio para los Laicos.
En 1987.1998, 2008 fue Oidor de los Sínodos de los Obispos.
En 1991 fue delegado de la Santa Sede en la 47.ª reunión de las Naciones Unidas en la Comisión Económica y Social para Asia y el Pacífico.
De 1991 a 1993 fue decano de la Facultad de Ciencias Económicas y Empresariales de HUFS.
De 1993 a 1995 fue decano de la Escuela de Graduados en Comercio Internacional de HUFS.
De 1996 a 1997 fue director del Instituto de Estudios de la Unión Europea en la HUFS.
En 2002 fue delegado de la Santa Sede en la segunda Conferencia Ministerial de la Comunidad de Democracias.
De 2002 a 2004 fue decano de la Escuela de Graduados de HUFS.
En 2003 fue delegado de la Santa Sede en la 42ª Sesión de la Organización y el Consejo Consultivo de Asia y África.
De 2003 a 2010 fue presidente del Consejo del Apostolado Seglar de Corea.
De 2008 a2010 fue miembro del Colegio Internacional de las Cuentas de la Prefectura para los Asuntos Económicos de la Santa Sede.
El 21 de octubre de 2010 Benedicto XVI le recibió para la presentación de las cartas credenciales como embajador de Corea ante la Santa Sede.